# Lara Croft and the Guardian of Light
Lara Croft and the Guardian of Light è un videogioco d'azione sviluppato dalla software house Crystal Dynamics e pubblicato da Square Enix per Xbox Live Arcade, Pc e PlayStation Network. Il videogioco è stato distribuito il 18 agosto 2010.
A differenza dei precedenti titoli della serie, il gioco non porta il titolo Tomb Raider poiché è uno spin-off della saga.
Il gioco è basato sulla modalità di gioco cooperativa, sia online che offline.
Nel multiplayer il giocatore potrà assumere sia il ruolo di Lara Croft sia quello di un antico guerriero maya di circa 2.000 anni fa chiamato Totec. I due dovranno lavorare insieme per fermare lo spirito maligno Xolotl e recuperare lo specchio di fumo. In modalità single player il gioco avrà una trama differente. Guardian of Light userà lo stesso motore grafico di Underworld.
Il videogioco è stato presentato il 14 giugno 2010 durante l'E3 2010.
Lara Croft and the Guardian of Light è disponibile dal 18 agosto 2010 per Xbox Live Arcade mentre dal 28 settembre per PlayStation Network e PC.
Alla sua uscita, il videogioco ha ottenuto recensioni positive per la versione Xbox 360.
Dopo il successo di critiche e di vendite dello spin-off Guardian of Light, Crystal ha annunciato che in futuro pubblicherà nuovi episodi di questo spin-off; nel 2014 pubblicherà il suo sequel Lara Croft and the Temple of Osiris.

## Modalità di gioco

Schermata di gioco

Guardian of Light sarà completamente diverso dalla serie principale, in quanto gli episodi precedenti erano un'avventura in terza persona invece questo è un videogioco arcade e di azione riprodotto da un punto di vista isometrico con una telecamera fissa. Il videogioco offre un gameplay cooperativo, e i giocatori possono prendere il controllo di Lara Croft o di un antico guerriero maya di nome Totec. Ogni personaggio sarà giocabile, in possesso di armi e di abilità uniche. Lara manterrà le doppie pistole con munizioni infinite e il rampino, quest'ultimo sarà molto utile durante l'avventura e potrà aiutare Totec ad andare avanti nell'avventura. Totec invece, avrà con sé delle lance che potranno essere usate per combattere oppure per risolvere enigmi nell'ambiente. Entrambi i personaggi porteranno una scorta illimitata di granate che potranno essere sganciate con la pressione di un tasto.
Le tombe possono essere esplorate e alcune avranno dei "puzzle trabocchetti" da risolvere. Il gioco non avrà tempi di caricamento.
Guardian of Light può essere giocato in modalità "giocatore singolo" e un altro giocatore può entrare in qualsiasi altro momento, sia online che in locale. Nella modalità single player l'unico personaggio giocabile è Lara e Totec non potrà essere giocato. Lara avrà tutti gli strumenti necessari, insieme a nuove abilità per andare avanti nel corso dell'avventura.
Gli sviluppatori hanno dichiarato che il videogioco ha una durata di dieci ore circa.

### Multiplayer
Nella modalità Multiplayer il lavoro di squadra avrà una forte enfasi sul gioco.

### DLC crossover
Sono state pubblicate due collaborazioni crossover, che rendono giocabili personaggi provenienti da altre saghe, come forma di DLC:
- Kain & Raziel Character Pack, dalla serie Legacy of Kain
- Kane & Lynch Character Pack, dalla serie omonima.

## Trama

### Protagonisti
I protagonisti di Guardian of Light sono Lara Croft, un'archeologa inglese, e Totec, un antico guerriero maya e il leader dell'"esercito della luce". Entrambi saranno personaggi giocabili. Uno spirito maligno chiamato Xolotl è l'antagonista. Saranno presenti anche ragni giganti, troll enormi e creature demoniache. Nella versione inglese Lara sarà nuovamente doppiata da Keeley Hawes.
| Personaggio | Doppiatore inglese | Doppiatore italiano |
| ----------- | ------------------ | ------------------- |
| Lara Croft  | Keeley Hawes       | Elda Olivieri       |
| Totec       | Jim Cummings       | Raffaele Fallica    |

### Storia
2.000 anni fa nell'antica America centrale, iniziò una battaglia tra Totec, il Guardiano della Luce, e Xolotl, uno spirito oscuro. Dopo aver sconfitto Xolotl, Totec lo ha cacciato e seppellito lui stesso nel Tempio di Luce con lo specchio magico di fumo per evitare che cadesse nelle mani sbagliate. Nel giorno d'oggi, Lara Croft trova il tempio e lo specchio, ma i mercenari la seguono e glielo rubano. Xolotl e Totec si risvegliano dalle loro tombe per il caos e Xoloti uccide i mercenari e fugge con il manufatto. Totec accusa Lara per il disastro che ha combinato, ma si rende conto che avranno bisogno di lavorare insieme al fine di recuperare lo specchio e la sconfitta di Xolotl.
Nonostante le prime divergenze i due formano un'ottima squadra e unendo l'agilità di Lara con la forza di Totec (che nel frattempo ottiene più confidenza con le armi da fuoco), i due riescono a oltrepassare  le trappole di Xolotl e i suoi mostri che hanno ucciso i mercenari. Alla fine dopo enigmi e combattimenti i due compagni entrano nella fortezza di Xolotl e dopo un ultimo scontro riescono a relegarlo nello specchio mentre Totec si tramuta di nuovo in una statua. Lara lascia il suo tempio così come lo aveva trovato ma ha imparato che niente è perduto per sempre e non si dimenticherà mai del suo nuovo amico.

### Sviluppo
Guardian of Light non farà parte della serie principale di Tomb Raider, invece si intende avviare una nuova serie intitolata semplicemente "Lara Croft". Il direttore del brand, Karl Stewart, ha detto: «Quando Underworld era finito, era la fine della trilogia, e la fine di tutta un'epoca per noi. Abbiamo fatto un passo indietro come studio e abbiamo trascorso un paio di mesi a sperimentare, cercando di prendere una decisione su come andare avanti». Ha anche dichiarato che tutti coloro che hanno lavorato su tre precedenti Tomb Raider lavoreranno anche a Guardian of Light.
Guardian of Light userà lo stesso motore grafico di Tomb Raider: Underworld e sarà caratterizzato da effetti di luce in tempo reale, ombre realistiche e "tonnellate" di oggetti basati sulla fisica. La vegetazione ondeggerà nel vento e reagirà quando il giocatore cammina attraverso di essa, l'acqua spruzzerà quando il giocatore cammina su di essa. Crystal Dynamics ha dichiarato sulla loro pagina di Facebook che lo sviluppo di Guardian of Light non ha influenzato lo sviluppo del reboot di Tomb Raider, uscito nel 2013.

## Uscita
Lara Croft and the Guardian of Light è stato mostrato all'E3 2010 il 14 giugno 2010. Il videogioco è stato annunciato per l'estate 2010 e sarà disponibile in download digitale per Xbox Live Arcade, PlayStation Network e PC.
Negli Stati Uniti, il download per PC sarà distribuito esclusivamente dalla piattaforma di DRM, distribuzione digitale di Steam.
Il 7 luglio venne annunciata la data d'uscita per Xbox 360, il 18 agosto 2010. Microsoft si è assicurata un'esclusiva di quattro settimane poiché il videogioco farà parte della promozione Summer of Arcade, promozione che comprende numerosi giochi arcade a basso costo scaricabili direttamente dall'Xbox Live Arcade.
Le altre due versioni, saranno disponibili a partire dal 29 settembre.
Tra l'ottobre ed il dicembre 2010 furono resi disponibili tre pacchetti di sfide, ognuno dei quali contenente quattro mini livelli ricchi di enigmi da risolvere e nemici da sconfiggere sia in singolo che in cooperativa.
A partire dal 16 luglio 2012 una versione portatile del titolo è disponibile in esclusiva per i cellulari Android Xperia S e Xperia Play sulla piattaforma Play di Google.
Lara Croft and the Guardian of Light è il Games with Gold  in omaggio dal 16 al 31 gennaio 2014 .

## Accoglienza
La rivista Play Generation lo classificò come l'ottavo migliore titolo PSN del 2010.

## Sequel
Nel 2014 Square Enix e Crystal Dynamics hanno messo in commercio Lara Croft and the Temple of Osiris, ambientato nello stesso universo narrativo di Guardian of Light e presentante un gameplay sostanzialmente identico ma migliorato e una campagna cooperativa che comprende fino a 4 persone.
Nel maggio 2015 Crystal Dynamics ha messo in commercio Lara Croft: Relic Run, un endless run free to play ambientato nello stesso universo di Guardian of Light e Temple of Osiris.